# Rataje (kraj zliński)
Rataje – gmina w Czechach, w powiecie Kromieryż, w kraju zlińskim. Według danych z dnia 1 stycznia 2012 liczyła 1117 mieszkańców.
Składa się z trzech części:
- Rataje
- Popovice
- Sobělice

Zobacz też:
- Rataje